# Пиртештій-де-Жос
Пиртештій-де-Жос (рум. Pârteștii de Jos) — село у повіті Сучава в Румунії. Адміністративний центр комуни Пиртештій-де-Жос.
Село розташоване на відстані 355 км на північ від Бухареста, 23 км на захід від Сучави, 135 км на північний захід від Ясс.

## Населення
За даними перепису населення 2002 року у селі проживали 2070 осіб, з них 2066 осіб (99,8%) румунів. Рідною мовою 2067 осіб (99,9%) назвали румунську.